# The Devil in Miss Jones 3: A New Beginning
The Devil in Miss Jones 3: A New Beginning ist ein amerikanischer Pornofilm des Regisseurs Gregory Dark aus dem Jahr 1986. Der Film wurde 1987 bei den AVN Awards und XRCO Awards mehrfach ausgezeichnet.
Er wird als Hardcore-Pop-Trash-Film aus den 1980er Jahren bezeichnet und beinhaltet Interracial-, Facial- und Anal-Szenen.

## Handlung
Justine Jones ist eine emanzipierte junge Frau mit einem auffälligen platinfarbenen Irokesenschnitt. Hinter ihrem selbstbewussten und impulsiven Auftreten verbirgt sich jedoch ein unauffälliges, zunächst zufriedenes Leben, das dramatisch aus den Fugen gerät, als sie erfährt, dass ihr untreuer Freund Bill sie betrügt. In dem Bestreben, sich zu rächen und Ablenkung zu finden, begibt sie sich in eine Bar, wo sie auf einen einsamen Bräutigam trifft, dessen bewegende Geschichten sie in seinen Bann und dann mit ihm ins Bett ziehen.
Doch das Stelldichein verwandelt sich in eine Tragödie, als Justine während der Ekstase ihres intensiven Orgasmus gegen das Kopfteil des Bettes prallt. Sie erwacht in einer dunklen, bedrohlichen Umgebung, die einem Friedhof ähnelt und hört die pöbelnden Tiraden eines schwarzen Zuhälters, der auf einer Frau sitzt, die ihm als Reittier dient und der sich als ihr Führer durch die Hölle erweist, in die sie nach ihrem Tod gekommen ist. Er informiert sie darüber, dass sie sich ihren Weg durch diese düstere Welt bahnen muss, um in ihre eigene Wohnung zurückzukehren.
So beginnt ihre Odyssee durch eine Reihe ausgeklügelter und äußerst intensiver sexueller Begegnungen, die Justine auf die Probe stellen sollen. In der ersten davon paart sich ein Mann namens Equus, der sich anscheinend ebenfalls für ein Pferd hält, mit der Frau, auf welcher der Zuhälter geritten ist. Während des Films wird die Handlung immer wieder von kurzen Interviewsequenzen unterbrochen, in welchen verschiedene Personen aus Justines Leben über sie befragt werden.
Im Raum der Voyeure sitzen die Personen, die dazu verdammt sind, bis in alle Ewigkeit bei Sex zuzusehen. Zuerst sieht Justine mit ihrem Führer dabei zu, wie Jim mit der ersten Frau auf einer Bühne schläft, gefolgt von Tammy, die mit Jim und dem Charakter Slutman #4 in dem belebten Raum der Voyeure eine Doppelpenetration durchführt.
Während ihrer Wanderung durch die Hölle gelangt Justine, die immer noch nicht glaubt, dass sie tot ist, mit ihrem Führer in den Raum der Schlampen. Dort sind Frauen je nach Grad ihrer Promiskuität dazu verurteilt, eine mehr oder weniger lange Zeit ununterbrochen mit Männern Sex zu haben; ihre frühere Freundin Mandy, die sie dort antrifft, für mehr als zweihundert Jahre. Hier muss Justine erstmals selbst aktiv werden und wird von Slutman #3 penetriert, während sie Slutman #4 oral befriedigen muss. Ihr Führer entreißt sie dem Bann ihrer Partner nachdem sie beide befriedigt hat und zeigt ihr als Warnung ihre Freundin Mandy, die ihren Willen verloren hat den Raum der Schlampen jemals wieder zu verlassen und führt sie hinaus.
Mandys Darbietung geschieht mit einem Gangbang im Raum der Schlampen. Der Geschlechtsakt wird von einem angenehmen New-Wave-Soundtrack begleitet und die Szene ist rasant geschnitten. In der Tonbearbeitung während Mandys Szene wurden die Klänge von schlagenden Trommeln und grunzenden Schweinen miteinander verwoben. Auf ihrem Weg trifft sie nun einen Höllenbewohner, der von ihr Fellatio verlangt, aber sie will dessen Bitte nicht nachkommen und der Film endet.

## Auszeichnungen
- 1987: AVN Award: „Best Film“ – The Devil in Miss Jones 3: A New Beginning[1]
- 1987: AVN Award: „Best Total Sexual Content“ – The Devil in Miss Jones 3: A New Beginning[2]
- 2000: AVN Award: „Best Classic Release on DVD“ – The Devil in Miss Jones 3: A New Beginning[3]
- 1987: XRCO Award: „Best Non-Sex Performance“ – Jack Baker in The Devil in Miss Jones 3: A New Beginning[4]
- 1987: XRCO Award: „Best Group Grope Scene“ – Vanessa del Rio  in The Devil in Miss Jones 3: A New Beginning[5]
- 1987: XRCO Award: „Best Director“ – Gregory Dark  in The Devil in Miss Jones 3: A New Beginning[6]

## Wissenswertes
- Der Film belegt Platz 12 auf der Liste der „The 101 Greatest Adult Tapes Of All Time“[7] von AVN.
- Traci Lords drehte Szenen für diesen Film bevor die Enthüllungen über ihr Alter bekannt wurden. Da diese Enthüllungen noch vor der Veröffentlichung des Films erfolgten, war es leicht, sie zu streichen bzw. mit einer anderen Schauspielerin neu zu drehen.
- Die Namen „Pater Michael Spamloaf“ und „Jerry Steinman“ werden im Abspann aufgeführt, aber keiner dieser Namen wird im Film verwendet. Tatsächlich sind diese Charaktere der befragte Priester und der Ex-Freund von Justine.
- Dieser Film hat ein offenes Ende, da der Plot im vierten Teil fortgesetzt wird.